# Vero (rivière)
Pour les articles homonymes, voir Vero (homonymie).
Le río (en espagnol, rivière) Vero est une rivière de l'Aragon (Espagne) et un sous-affluent de l'Èbre par la Cinca et le Sègre.

## Géographie

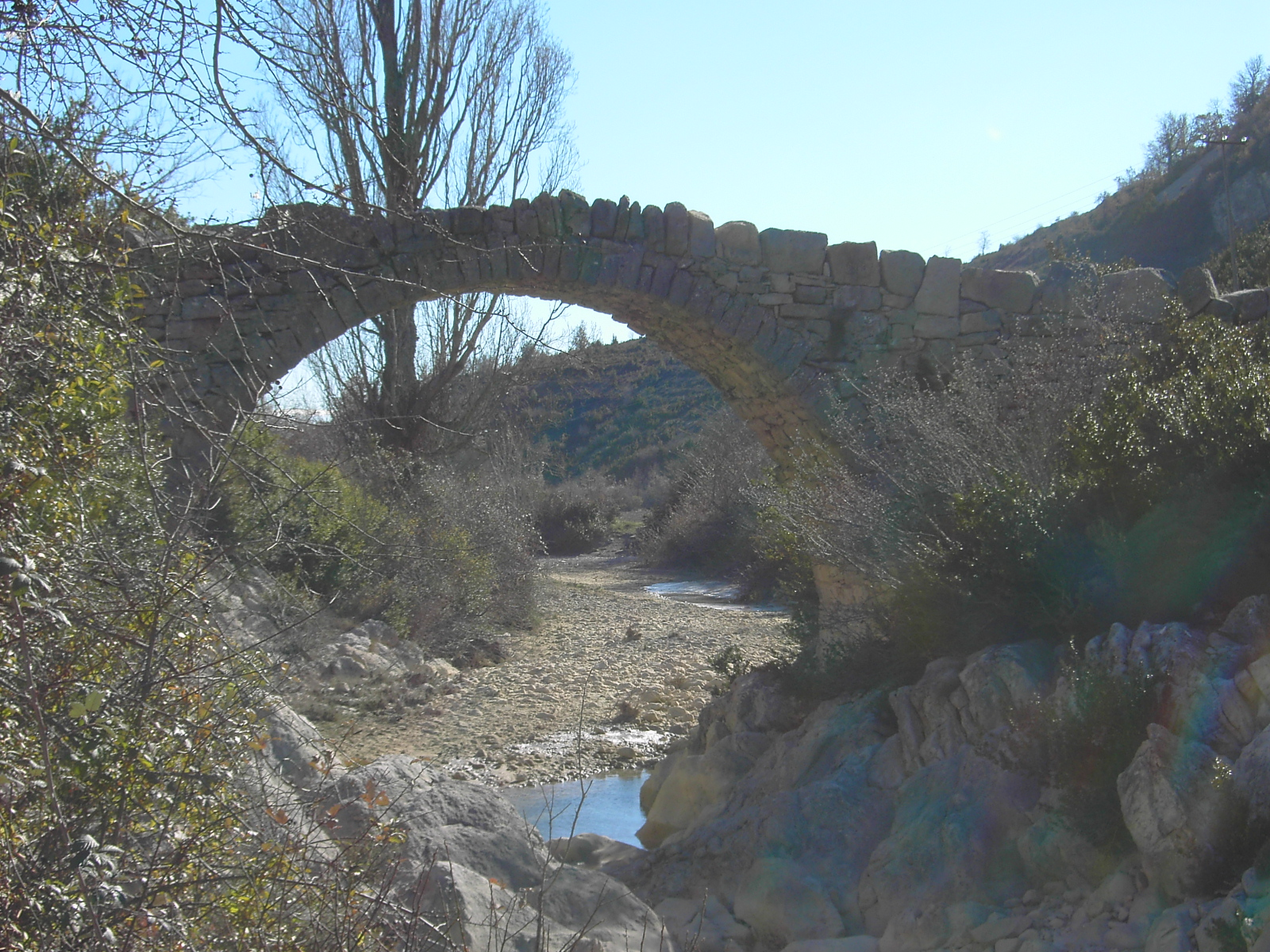
Vieux pont sur le Vero à Sarsa de Surta

Le Vero prend sa source au Pueyo de Morcat, près de Sarsa de Surta, province de Huesca, dans le Parc naturel de la Sierra et des gorges de Guara, à 1308 m d'altitude. Cette source n'est active qu'en hiver et au printemps. Une seconde source, en fait une résurgence vauclusienne, la fuente de Verrala, se situe à 300 m en contrebas de Lecina, au départ du canyon du Vero. Le Vero se jette dans la Cinca à proximité de Barbastro, après un parcours de 33 kilomètres.
Torrent de montagne dans son cours supérieur, il traverse des formations karstiques, dont des cañons très réputés pour la pratique sportive du canyonisme. Le cours est très irrégulier, en fonction de la saison et des conditions climatiques. Après Barbastro, dans la plaine de la Cinca, le Vero décrit de nombreux méandres, puis traverse une zone rocheuse orientée est-ouest, qui endigue quelque peu les eaux en périodes de crues. Ensuite, le lit de la rivière s'élargit considérablement jusqu'au confluent avec la Cinca. À l'embouchure, sa largeur peut varier de 5 - 10 mètres, jusqu'à 100 mètres, selon le régime des eaux.
En 1998, s'est créé le Parc culturel du río Vero, dans les communes de Bárcabo, Adahuesca, Alquézar, Colungo, Santa María de Dulcis, Pozán de Vero, Azara, Castillazuelo et Barbastro. Ce parc est riche en habitats préhistoriques, abris sous roches et grottes, dont beaucoup sont ornés de peintures rupestres, ainsi que d'un important patrimoine médiéval, architectural et religieux (collégiale d'Alquézar).

## Lecanyondu río Vero
C'est sans doute le plus connu des canyons de la sierra de Guara. Il fut partiellement exploré, du haut de ses crêtes, par diverses personnalités du pyrénéisme, dont le photographe Lucien Briet au début du XXe siècle. Briet comprend tout de suite le potentiel d'attraction de ces paysages : 

« je ne crains pas d'affirmer que les gorges du rio Vero, parmi les curiosités et les merveilles des Pyrénées, auront leur valeur dès que le Haut-Aragon, pourvu de routes et de chemins de fer, deviendra accessible à tous. S'il était seulement donné, pour l'instant, de descendre ces gorges sans trop s'écarter de l'eau, d'une extrémité à l'autre, de Lecina à Alquézar, on y accomplirait une promenade unique en son genre »

. Il faut attendre les années 1965-1967 pour en voir une nouvelle exploration directe cette fois, remontée et descente du rio lui-même, découverte des grottes, par un groupe de pionniers autour du Français Pierre Minvielle. 
C'est l'un des plus longs (15 km environ), mais aussi des plus variés dans ses aspects, et faciles dans le parcours. Il a connu une fréquentation croissante et anarchique, qui a conduit les autorités à en réglementer l'accès et rendre obligatoires les équipements spéciaux. On y accède à partir de Lecina, et le parcours s'achève soit au vieux pont en angle (pour résister à la poussée des eaux) de Villacantal, à partir duquel on gagne Alquézar, soit plus bas, au niveau de la route qui rejoint également à Alquézar. Le parcours se compose de cinq parties successives : barranco de Lecina ou de las Cuevas, gorge des Oscuros, défilé de las Clusas, cluse de Villacantal, barranco del Castillo.